# 原巨頦虎屬
原巨頦虎屬為已滅絕的劍齒虎亞科演化支，生存於中新世時期的歐洲，為目前已知最古老的劍齒虎族之一，並被認為是巨頦虎與斯劍虎的祖先。

## 描述
原巨頦虎為目前已知的真劍齒虎之一，化石主要發現於西班牙馬德里的Cerro de los Batallones組，於埃佩爾斯海姆也有發現零星的顱骨碎片。原巨頦虎肩高58（23英寸），體型與豹相近。前肢的形狀顯示牠們可能是敏捷、擅長攀爬的物種，並能利用長而扁平的上犬齒獵殺大體型的獵物，與同時代的副劍齒虎十分類似，有時甚至會被歸類為同一屬。然而2002年由莎莉莎等人所做的研究顯示，原巨頦虎的身體結構遠較副劍齒虎原始，兩者不應併為同一屬。

## 古生態學
原巨頦虎偏好棲息於開放林地，並以該地的大型草食動物或其幼年個體為食，包括三趾馬、無角犀、四稜齒象、弱獠豬、甚至有可能包括部分西瓦鹿亞科及藍牛羚族物種。並與其他掠食者競爭，包括犬熊科的馬德里犬、短劍劍齒虎、副劍齒虎、印度熊、及體型較小的原鼬鬣狗。

## 病理學
原巨頦虎的化石顯示牠們具有相當高比例犬齒斷裂的情況，這代表牠們的狩獵形式可能與現代貓一樣，但在犬齒遠長於門齒的情況下原巨頦虎的犬齒就相對容易受損。